# 李恩慶
李恩慶（1799年 - 1864年），字季雲（一作寄雲），号集园，别署李季子，又号三盘老民，斋名爱吾庐，内务府漢軍正白旗人，籍直隶省永平府滦州。清朝官员，进士出身，书画鉴藏名家，善画山水。

## 生平
嘉慶二十一年（1816）丙子科舉人，道光十三年（1833）癸巳科二甲第二名进士，初授翰林院编修，历官河南道、陝西道監察御史、礼科掌印给事中、道光三十年（1850年）甘肃甘凉道兼署甘肃按察使、甘肃布政使、廣東鹽運使、两淮盐运使。道光十七年丁酉科湖北乡试副考官。退休后，隐居于盘山下石佛村，築園於宅之西，起鳥盡雲間之樓（载劉聲木《萇楚齋隨筆》）。
李恩庆是当时京畿之地鉴藏书画的名家。家中富藏书籍、碑帖、书画、古器物。被归为书画收藏界的“三李”（李恩慶、李东、李佐贤）。精于鉴赏，且工书画。恩慶"尝与大兴刘宽夫（名位坦）及心泉和尚（松筠庵主持，时名书画僧）相往还。一经诸公品题，若士之登龙门者”（据崇彝《道咸以来朝野杂记》）。两次题跋于（传唐代阎立本所画）《历代帝王图》（现藏美国波士顿美术馆）。拟归隐，戴熙为画《平谷山庄图》卷，曾国藩作诗《为李寄云题平谷山庄图》（载《曾国藩全集》14）。善画山水（载李放《八旗画录》），其墓地在顺天府蓟州平谷县（今平谷区），曾三作《平谷山庄图》（原皇家静寄山庄，又名盘山行宫），合为一卷，张穆 (清朝)（号石舟）题诗跋《李寄云侍御平谷山庄图》（载张穆《㐆斋诗集》、杨钟羲《雪橋詩話》卷11）。梅曾亮为李季云作题图诗：“先生卜筑思平谷，清梦时时到云木。兴来水墨写山樵，黄叶深深一茅屋。”（载杨钟羲《 雪橋詩話三集》卷11）。
著有《爱吾庐书画记》，前集四卷，共著录二百八件；今仅存卷三，明人四十一件，卷四国朝七十六件，共一百一十七件（据容庚《历代著录画目续编》）。另有《爱吾庐书画闻见录》、《爱吾庐书画题跋》。曾作画《摹黄鹤山人听雨楼图卷》，进士何紹基赠诗《题李寄云侍御摹黄鹤山人听雨楼图卷》，有“诗心到处能听雨，画里凭虚自作楼”句（载《何紹基诗文集》、《東洲草堂詩鈔》卷8）。为嘉慶二十四年（1819年）己卯恩科状元陳沆的《简学斋试律续抄》作序。
师从嘉慶十三年（1808年）戊辰科进士陳官俊（与李恩庆胞兄李恩绎进士同榜），而陳官俊之子道光二十五年（1845年）进士陳介祺又受业于李恩庆，李恩庆与陳介祺在书画收藏中时有往来。李恩庆曾收藏元代赵孟頫行书节录《道德经》手卷，李恩庆在其跋语中讲到贾客持此卷先求售于陈介祺，当时双方皆以为是伪品，未成交，遂被李恩庆购得，鉴定为真迹，后陈官俊、陈介祺均题跋。
清咸丰时期，甘肃甘凉道李恩庆为武威（古称凉州）甘凉道署院西边澄华园内的“澄华井”补写一石碣（原石碣由东汉书法家张芝手书，载民国《武威县志》），现藏武威市博物馆。
家族一门在清代共出十二位文科进士（参见李祉）。

## 书画收藏
李恩庆的鉴藏钤印包括“李氏爱吾庐收藏书画记”、“李氏珍秘”、“季云审定真迹著录”、“季云审定真迹”、“北平李氏所藏”、“北平李氏季雲珍藏圖書”、“季云鉴赏”、“爱吾庐”、“李季子”、“廉吏之子”、“季雲”等。其李氏爱吾庐收藏作品包括：唐代高闲《草书千字文》残卷（现藏上海博物馆），五代荆浩的《钟离访道图》（现藏美国弗利尔博物馆），北宋郭熙《雪山大岭图》，北宋崔悫《竹林飞禽图》（有乾隆嘉庆内务府印章10方），宋马兴祖《香山九老图卷》（现藏美国弗利尔美术馆），南宋马远《溪山无尽图》，南宋缂丝《蟠桃花卉图》立轴（耿昭忠、果亲王允礼、石渠宝笈、李恩庆递藏，现藏辽宁省博物馆），元赵孟頫行书节录《道德经》手卷、《血汗寶馬圖》，元黄公望为倪瓒而作的《江山胜览图》，元代倪瓒的《岸南双树图》（现藏美国普林斯顿大学艺术馆），元代顾安的《竹石图》，元方从义的《深山访友图》，元鲜于枢的《草书杜甫魏将军歌诗》，元代虞集（虞文靖公）《训忠碑记墨迹》，元佚名《群仙游戏图》（现藏上海博物馆），明代吴彬的《十二尊者相》长卷，文徵明题跋的明代沈周的《溪山云霭图》，明文徵明的行书大字《正气歌》手卷、《秋庭读画图》（进士何紹基赠诗《文衡山秋庭读画图，为李季云侍御题》，载《何绍基诗文集》）、《虬松图卷》（耿昭忠（胞弟耿聚忠）、李恩庆、定敏親王载铨递藏）、《长江大观图卷》，明代唐寅的《葦渚醉漁圖》（现藏美国纽约大都会艺术博物馆），明代仇英的《唐人诗意图册》、《职贡图》（现藏故宫博物院）、《醉翁亭图卷》（上有道光丙午（1846）年李恩庆补写的楷书《醉翁亭记》全文），明董其昌的《买山别策图》卷、《临颜苏书卷》、《秋山楼阁图》、《碧山林亭图》、《仿米家山水》、《行书杜甫诗》（李恩庆、恭亲王奕䜣、宗室宝熙递藏），明袁尚统的《岁朝赏梅图》（现藏山东博物馆），明张瑞图的《行书燕子矶放歌卷》、书法题跋《买山别策》于董其昌的《仿大痴山水卷》（李恩庆1860年的题跋诗写道，“几载长安市上游，强从画里买林邱。墨缘不作尘缘断，还与青山伴白头。”），明代徐渭《水墨写生长卷》，清王原祁的《春峦积翠》立轴、《拟大痴画意》、《南山积翠卷》、《春峦积翠图》，清宫廷画家张为邦的《双骏图》（1743，乾隆内府旧藏），清宫廷画师沈源的《罗汉图》（其中四幅），清代扬州画派华嵒的《写生花鸟》、质庄亲王永瑢等《永仿米云山上下卷》（又名《无声联唱》），扬州八怪之一罗聘的《药王图》立轴、《修竹生嫩凉》
水墨立轴（端方跋）等。
光緒九年（1883年）癸未科进士邵松年在明代吴彬的《十二尊者相》长卷题跋中写道：“书画收藏家当道光朝推北平李氏为最富，然至咸同间已散佚殆尽”。

## 家庭
- 世祖李逢陽。
- 世祖李毓元。
- 太高祖李楨（字康侯）。
- 高祖李宏勳，候选教谕。胞兄李成勳（字萬服）；其子一雍正十三年（1735）乙卯举人李繼祖（隶内务府镶黄旗汉军，载《钦定八旗通志》科举），孙乾隆三十五年（1770）庚寅舉人李之駿（隶内务府镶黄旗汉军，载《钦定八旗通志》科举），后代有光緒庚辰進士李威 (光緒進士)；子二李紹祖，其孙道光甲午舉人李汶（字南谿），孙咸豐癸丑進士李淇 (咸豐進士)。
- 曾祖李光祖（字顯齋）。
- 祖父李士通（字柯亭），乾隆九年（1744）甲子科举人（隶内务府正白旗包衣弥勒保佐领下），十六年（1751）辛未科进士（载《钦定八旗通志》科举）；祖母孫氏（祖父康熙丁丑科進士孫躍）。
  - 胞兄乾隆十二年（1747）丁卯科舉人李士達（隶内务府正白旗包衣弥勒保佐领下）（载《钦定八旗通志》科举）。
  - 胞兄李士适，贡生，河南河南府知府。其曾孙崇宝（字谦山，号益亭），道光八年顺天乡试举人。
- 父李法（字憲雯），乾隆三十五年庚寅恩科舉人，都察院經歷。原配妻曹氏（父曹曙升）；继妻生母趙氏（父趙巽飛）。
- 胞叔李鴻，国学生；妻曹氏。其：
  - 子李恩繼，嘉庆二十四年科举人（隶内务府正白旗保常管领下），道光六年(1826)丙戌科進士，官陕西兵备道，修咸丰二年( 1852 )刊陕西《同州府志》三十四卷。
  - 子李恩霖（道光进士）（又李恩纯），嘉庆二十四年科举人，道光十三年(1833)癸巳科進士，以书法见长。
  - 子李恩維，嘉慶辛酉科舉人、湖南醴陵縣知縣。
  - 子李恩绮。
- 胞兄李恩繹（母曹氏），嘉慶十三年（1808）進士，江西、廣西布政使。子一李希曾，道光壬午（1822）进士，西安府知府；妻蒋氏（父嘉庆十年（1805年）乙丑科进士蔣策，胞姊蒋氏系同治二年（1863年）癸亥恩科探花文襄公張之洞的繼母）。
- 胞兄李恩綏 （母曹氏），嘉慶辛未（1811）科二甲進士。其子科舉人、無錫縣知縣李彭齡；子道光辛丑科進士李希彬，其妻鄭淑（字荇洲，号琴亭女史），豐潤人，著有《琴亭女史残稿》，卒年二十。鄭淑的《长信宫拟古》诗中写道：“院落深沈秋月明，月明如水秋阴清。长信宫中人独坐，手擎团扇难为情”（载史夢蘭，《永平詩存》第二十四卷）。
- 胞兄李恩綸（字雲圃；母曹氏）。
- 胞兄李恩廣（又李恩紀，字理堂；母赵氏），贡生，内务府营造司郎中、内务府正白旗护军统领。其：
  - 子道光庚子乡试附榜、四川金堂县知县李希鄴（字衣山）。孙女一李氏，原配嫁正蓝旗汉军、光緒二年（1876）丙子恩科進士胡俊章。孙女二李氏，原配嫁正白旗满洲、四川盐茶道穆爾察氏耆安（父察哈尔都统莊愨公福興 (清朝)，高祖正蓝旗蒙古都统、理藩院尚书勇肅公穆克登布（穆爾察氏）（字少谷）；母繼配蘇完瓜爾佳氏（父正黃旗滿洲、乾清門頭等侍衛博多洪武））。
  - 子李希裕，贡生，道光二十七年山西洪洞县知县（载《清宣宗起居注》卷85）、安邑縣（今運城）知县、候選知府。
  - 子李希善，监生，候选知县。
- 胞兄李恩元（字綸齋，自號延壽老人），工詩及書畫（载《绘境轩读画记》、李放《八旗画录》），其画作入李鸿藻、张之洞、张佩纶等创建的畿辅先哲祠（清末位于北京下斜街，其藏品现存河北博物院）。
- 妻曹氏（父曹懷民）。
- 子李希賢。
- 子李希哲，西安府知府。
- 子李希杰，浙江按察使、順天府府尹，署黑龍江將軍。
- 女一李氏，嫁内务府鑲黃旗漢軍、道光甲辰（1844）科進士孫氏啟文（字仲明）（其父嘉慶己卯恩科進士慶霖；胞姊一孙氏，嫁正黃旗滿洲博爾濟吉特氏恭鈞，其胞兄黑龍江將軍恭鏜，父直隸總督、文淵閣大學士琦善）。女二李氏，订婚內務府正黃旗滿洲、道光甲午科舉人葉赫顏札氏賡颺（父道光丙戌科進士祥安（又祥紱），与李恩庆之堂兄李恩繼进士同榜）。
- 孙儿李祐（父李希賢），妻史氏（胞兄直隸遵化籍、光緒十五年己丑科进士史思培（应为史恩培），祖父道光丙申科進士史朴；胞姊史氏嫁順天府通州籍白會焯，其养父同治癸亥恩科進士白桓，曾祖嘉慶己未科進士白鎔）。
- 侄孙李祜 (道光进士)，道光二年（1822年）壬午恩科进士；李祉，咸丰庚申（1860）进士。